# ヨースト・ポストヒュマ
ヨースト・ポストヒュマ(Joost Posthuma、1981年3月8日 - )は、オランダ、ヘンヘロ出身の自転車競技（ロードレース）選手。ポストゥーマ、ポストゥマとも表記される。

## 経歴
2004年にラボバンクと契約を結んでプロ転向。
- ブエルタ・ア・エスパーニャ初出場、総合92位。

2005年
- GPジェフ・シェーレン優勝。
- パリ〜ニース区間1勝。
- ツール・ド・フランス初出場、総合83位。

2007年
- ザッハゼンツアー総合優勝。

2008年
- デ・パンネ3日間総合優勝
- ツール・ド・ルクセンブルク総合優勝

2011年、チーム・レオパード・トレックに移籍。